# Miss USA 2001
Miss USA 2001 è la cinquantesima edizione del concorso di bellezza Miss USA, e si è svolto presso Gary, Indiana il 2 marzo 2001. Vincitrice del concorso alla fine dell'evento è risultata Kandace Krueger del Texas.

## Risultati

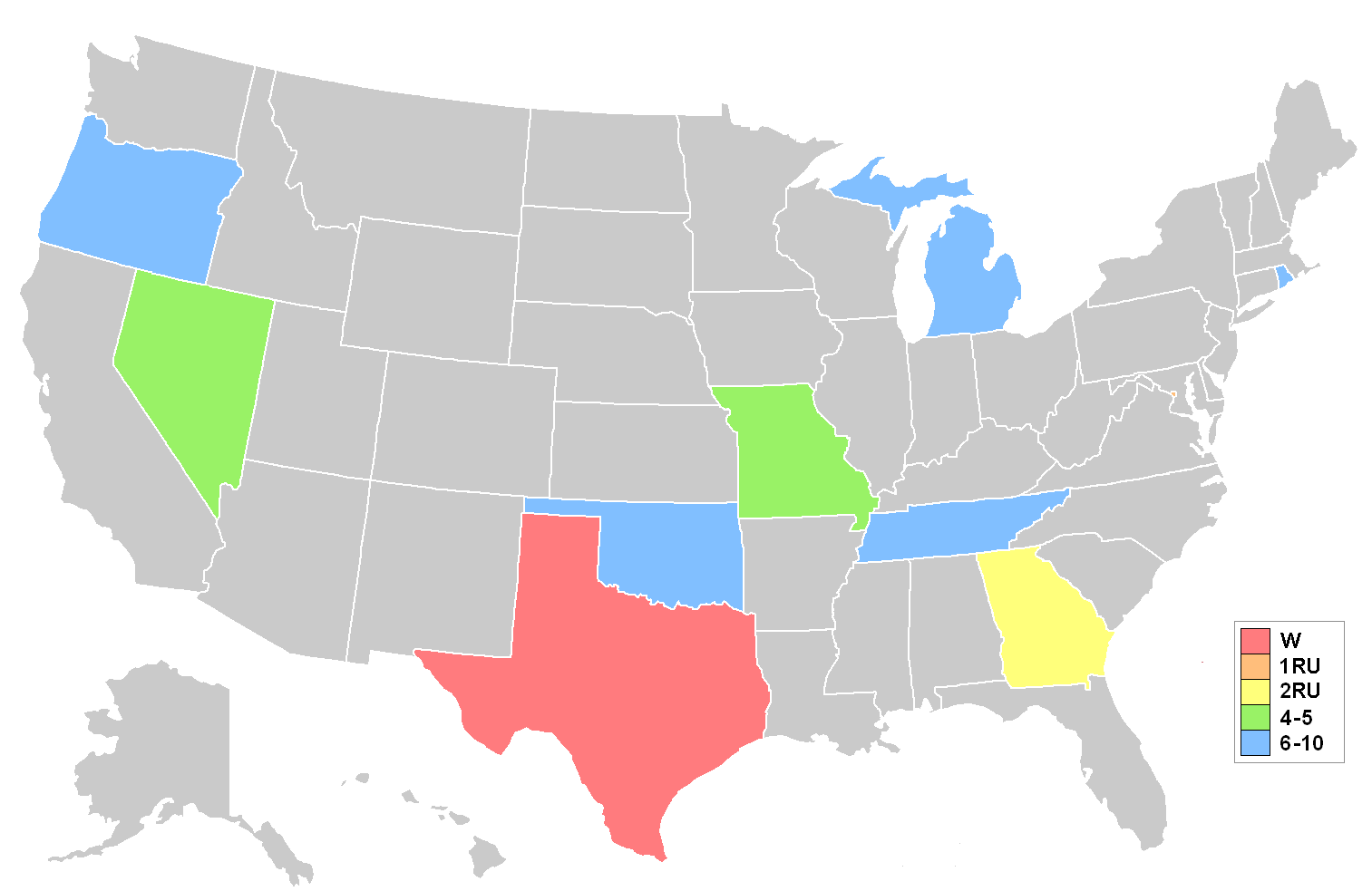
La mappa mostra i piazzamenti per stato.

### Piazzamenti
| Risultato finale | Concorrente |
| ---------------- | --- |
| Miss USA 2001    | - Texas - Kandace Krueger |
| 2ª classificata  | - Distretto di Columbia - Liane Angus |
| 3ª classificata  | - Georgia - Tiffany Fallon |
| Top 5            | - Missouri - Larissa Meek - Nevada - Gina Giacinto                                                                                           |
| Top 10           | - Michigan - Kenya Howard - Oklahoma - Cortney Phillips - Oregon - Endia Abrante - Rhode Island - Yanaiza Alvarez - Tennessee - Lisa Tollett |

### Riconoscimenti speciali
| Riconoscimento                        | Concorrente                          |
| ------------------------------------- | ------------------------------------ |
| Miss Congeniality                     | - Carolina del Nord - Monica Palumbo |
| Miss Photogenic                       | - Colorado - Katee Doland            |
| Clairol Natural Instincts Style Award | - Maryland - Megan Gunning           |
| Best in Swimsuit                      | - Missouri - Larissa Meek            |

## Concorrenti
- Alabama - Laura Hoffman
- Alaska - Ivette Fernandez
- Arizona - Tasha Dixon
- Arkansas - Jessie Davis
- California - Jennifer Glover
- Carolina del Nord - Monica Palumbo
- Carolina del Sud -  Candace Richards
- Colorado - Katee Doland
- Connecticut - Amy Vanderoef
- Dakota del Nord - Michelle Guthmiller
- Dakota del Sud - Beth Lovro
- Delaware - Stacey Smith
- Distretto di Columbia - Liane Angus
- Florida - Julie Donaldson
- Georgia - Tiffany Fallon
- Hawaii - Christy Leonard
- Idaho - Elizabeth Barchas
- Illinois - Rebecca Ambrosi
- Indiana - Sarah McClary
- Iowa - Clarissa Kroese
- Kansas - Kristie Knox
- Kentucky - Jo Pritchard
- Louisiana - Heather Hayden
- Maine - Melissa Bard
- Maryland - Megan Gunning
- Massachusetts - Dana Powell
- Michigan - Kenya Howard
- Minnesota - Anne Clausen
- Mississippi - Melanie Vaughn
- Missouri - Larissa Meek
- Montana - CaCe Hardy
- Nebraska - Sujoing Drakeford
- Nevada - Gina Giacinto
- New Hampshire - Melissa Robbins
- New Jersey - Jeanette Josue
- New York -  Lisa Pavlakis
- Nuovo Messico - Jennifer Adams
- Ohio - Amanda Canary
- Oklahoma - Cortney Phillips
- Oregon - Endia Li Abrante
- Pennsylvania - Jennifer Watkins
- Rhode Island - Yanaiza Alvarez
- Tennessee - Lisa Tollett
- Texas - Kandace Krueger
- Utah - Tiffany Seaman
- Vermont - Katy Johnson
- Virginia - Kristel Jenkins
- Virginia Occidentale - Karen Long
- Wisconsin - Kari Jo Dodge
- Washington - Bre Sakas
- Wyoming - Heather Jackelen